# Championnat d'Europe junior de hockey sur glace 1969
Navigation
Championnat d'Europe junior 1968 Championnat d'Europe junior 1970
Le championnat d'Europe junior de hockey sur glace 1969 est la seconde édition de cette compétition de hockey sur glace junior organisée par la Fédération internationale de hockey sur glace. Il se déroule du 26 décembre 1968 au 2 janvier 1969 à Garmisch-Partenkirchen en Allemagne de l'Ouest. L'Union soviétique remporte son premier titre dans cette compétition, suivie par la Suède et la Tchécoslovaquie.
Indépendamment du championnat, également appelé Groupe A, un Groupe B est joué à Genève en Suisse (8-14 mars 1969).

## Groupe A

### Résultats
|  | Tchécoslovaquie | 14-0 (5-0, 5-0, 4-0) | Pologne | Garmisch-Partenkirchen |

|  | Allemagne de l'Ouest | 2-10 | Union soviétique | Füssen |

|  | Suède | 15-1 (5-0, 4-0, 6-1) | Pologne | Garmisch-Partenkirchen |

|  | Allemagne de l'Ouest | 7-4 | Finlande | Garmisch-Partenkirchen |

|  | Union soviétique | 15-2 (4-0, 7-2, 4-0) | Finlande | Garmisch-Partenkirchen |

|  | Suède | 5-4 (1-1, 1-0, 3-3) | Tchécoslovaquie | Garmisch-Partenkirchen |

|  | Union soviétique | 7-3 (4-2, 0-0, 3-1) | Suède | Garmisch-Partenkirchen |

|  | Finlande | 9-3 (1-0, 1-3, 7-0) | Pologne | Garmisch-Partenkirchen |

|  | Allemagne de l'Ouest | 1-4 | Tchécoslovaquie | Garmisch-Partenkirchen |

|  | Tchécoslovaquie | 4-0 (1-0, 1-0, 2-0) | Finlande | Bad Tölz |

|  | Union soviétique | 12-3 | Pologne | Garmisch-Partenkirchen |

|  | Allemagne de l'Ouest | 2-6 (1-2, 0-3, 1-1) | Suède | Garmisch-Partenkirchen |

|  | Allemagne de l'Ouest | 3-4 (2-0, 1-2, 0-2) | Pologne | Garmisch-Partenkirchen |

|  | Suède | 8-3 (3-1, 0-1, 5-1) | Finlande | Garmisch-Partenkirchen |

|  | Tchécoslovaquie | 2-2 (1-1, 1-1, 0-0) | Union soviétique | Garmisch-Partenkirchen |

| Clt   | Équipe               | PJ | V | D | N | BP | BC | Diff | Pts |
| ----- | -------------------- | -- | - | - | - | -- | -- | ---- | --- |
| +001, | Union soviétique     | 5  | 4 | 0 | 1 | 46 | 12 | +34  | 9   |
| +002, | Suède                | 5  | 4 | 1 | 0 | 37 | 17 | +20  | 8   |
| +003, | Tchécoslovaquie      | 5  | 3 | 1 | 1 | 28 | 8  | +20  | 7   |
| +004, | Finlande             | 5  | 1 | 4 | 0 | 18 | 37 | -19  | 2   |
| +005, | Allemagne de l'Ouest | 5  | 1 | 4 | 0 | 15 | 28 | -13  | 2   |
| +006, | Pologne              | 5  | 1 | 4 | 0 | 11 | 53 | -42  | 2   |

- Vainqueur du Championnat d'Europe junior 1969
- Relégué dans le Groupe B 1970

### Effectif vainqueur
| Vainqueur du Championnat d'Europe junior 1969 Union soviétique | Gardiens de but : Vladislav Tretiak, Aleksandr Goussine Défenseurs : Aleksandr Astasev, Aleksandr Sepelev, Valeri Vassiliev, Aleksandr Zozine, Aleksandr Gloukhov, Nikolaï Nedosenine, Attaquants : Aleksandr Kisljakov, Ievgueni Kotlov, Aleksandr Maltsev, Constantine Klimov, Gueorgui Ougolov, Guennadi Krylov, Guennadi Syrcov, Viatcheslav Solodoukhine, Vitali Krajev Entraîneur : |

### Honneurs individuels
- Meilleur gardien de but : Jiří Crha (Tchécoslovaquie)
- Meilleur défenseur : Börje Salming (Suède)
- Meilleur attaquant : Aleksandr Maltsev (Union soviétique)

### Statistiques individuelles
| Joueur                   | PJ | B  | A | Pts | PUN |
| ------------------------ | -- | -- | - | --- | --- |
| Aleksandr Maltsev        | 5  | 13 | 4 | 17  | 2   |
| Viatcheslav Solodoukhine | 5  | 8  | 2 | 10  | 6   |
| Bo Berggren              | 5  | 6  | 3 | 9   | 2   |
| Miloš Holáň              | 5  | 3  | 6 | 9   |     |
| Jaroslav Mec             | 5  | 5  | 3 | 8   | 4   |
| Kjell Brus               | 5  | 5  | 3 | 8   | 0   |
| Georgi Ugolov            | 5  | 1  | 7 | 8   | 2   |

## Groupe B
Le Groupe B se déroule du 8 au 14 mars 1969 à Genève en Suisse.
|  | Hongrie | 8-4 (0-0, 4-3, 4-1) | Yougoslavie |  |

|  | Suisse | 4-0 (2-0, 0-0, 2-0) | Autriche |  |

|  | Yougoslavie | 7-0 (1-0, 2-0, 4-0) | Autriche |  |

|  | Suisse | 12-2 (2-1, 4-0, 6-1) | Hongrie |  |

|  | Autriche | 1-4 (1-0, 0-2, 0-2) | Hongrie |  |

|  | Suisse | 10-4 (3-1, 4-1, 3-2) | Yougoslavie |  |

| Clt   | Équipe      | PJ | V | D | N | BP | BC | Diff | Pts |
| ----- | ----------- | -- | - | - | - | -- | -- | ---- | --- |
| +001, | Suisse      | 3  | 3 | 0 | 0 | 26 | 6  | +20  | 6   |
| +002, | Hongrie     | 3  | 2 | 1 | 0 | 14 | 17 | -3   | 4   |
| +003, | Yougoslavie | 3  | 1 | 2 | 0 | 15 | 18 | -3   | 2   |
| +004, | Autriche    | 3  | 0 | 3 | 0 | 1  | 15 | -14  | 0   |

- Promu dans le Groupe A 1970